# Детройтска епархия
Детройтската епархия (на английски: Diocese of Detroit) е задгранична епархия на Българската православна църква, съществувала между 1969 и 1972 година. Седалището на епархията е в град Детройт, САЩ.
Епархията е създадена на 4 юли 1969 година с разделянето на дотогавашната Американска епархия на три части – Детройтска, Акронска и Нюйоркска. Тя и има едно архиерейско наместничество – в Лос Анджелис. Епархията, изглежда, е създадена като опит за връщане в Българската православна църква на Българската епархия в изгнание, като нейният ръководител Кирил Йончев бъде признат за детройтски митрополит.
От 1969 до 1972 година Акронската и Детройтската епархия имат общ временно управляващ – епископ Йосиф Знеполски, а след това Детройтската епархия е присъединена към Акронската.

## Митрополити
| Име             | Управление                    | Бележка                   | Години      |
| --------------- | ----------------------------- | ------------------------- | ----------- |
| Йосиф Знеполски | 4 юли 1969 – 17 декември 1972 | управляващ в нюйоркски м. | 1907 – 1987 |